# Weather Guesser Nunataks
Die Weather Guesser Nunataks (englisch für Wetter-Ahner-Nunatakker) sind eine isolierte Gruppe von Nunatakkern im westantarktischen Ellsworthland. Sie ragen 16 km westnordwestlich der Thomas Mountains auf.
Entdeckt und aus der Luft fotografiert wurden sie bei der US-amerikanischen Ronne Antarctic Research Expedition (1947–1948). Die Benennung geht auf Russel R. White von der United States Navy zurück, der dem Vermessungsteam der University of Wisconsin angehört hatte, das von 1965 bis 1966 in diesem Gebiet tätig war.